# Xyloperthella crinitarsis
Xyloperthella crinitarsis är en skalbaggsart som först beskrevs av Ludwig Imhoff 1843.  Xyloperthella crinitarsis ingår i släktet Xyloperthella och familjen kapuschongbaggar. Inga underarter finns listade i Catalogue of Life.

## Bildgalleri

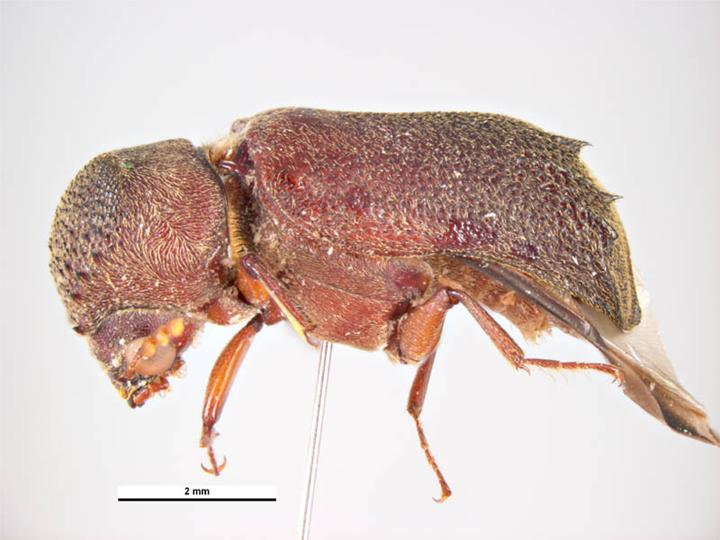